# Leprolochus spinifrons
Leprolochus spinifrons là một loài nhện trong họ Zodariidae.
Loài này thuộc chi Leprolochus. Leprolochus spinifrons được Eugène Simon miêu tả năm 1893.